# Tanyoko-Mossi
Ne doit pas être confondu avec Tanyoko-Peulh.
Tanyoko-Mossi est une localité située dans le département de Pibaoré de la province du Sanmatenga dans la région Centre-Nord au Burkina Faso.

## Éducation et santé
Le centre de soins le plus proche de Tanyoko-Mossi est le centre de santé et de promotion sociale (CSPS) de Pibaoré tandis que le centre hospitalier régional (CHR) se trouve à Kaya.
Le village possède une école primaire publique.